# Listă de scriitori surinamezi
Aceasta este o listă de scriitori surinamezi.

## A
- Richard Abbenhuis
- Clark Accord
- Jnan Hansdev Adhin
- Willem Ahlbrinck
- Willy Alberga
- Nardo Aluman
- Karin Amatmoekrim
- Tj. Arkieman (Tjark Petzoldt)
- Bernardo Ashetu (Henk van Ommeren)
- Assid (Gerard Hamer)

## B
- Rabin Baldewsingh
- Gerrit Barron
- E.J. Bartelink
- Rudy Bedacht
- Aphra Behn
- Bhai (James Ramlall)
- Surj Biere
- Wim Bos Verschuur
- Nel Bradley
- Hans Breeveld
- Petronella Breinburg
- Marcel de Bruin
- Eddy Bruma
- John H. de Bye
- Gwendeline V. Bron

## C
- Edgar Cairo
- Cándani (Asha van den Bosch-Radjkoemar)
- Jules Chin A Foeng
- Gharietje Choenni
- A.C. Cirino

## D
- Kwame Dandillo (Pieter Polanen)
- R. Dobru (Robin Raveles)
- Thea Doelwijt
- Chandra Doest
- Don Experientia (pseudoniem van ?)
- Andries Doorson
- Ané Doorson (André Doorson)
- Eugène Drenthe
- Aleks de Drie

## E
- Hein Eersel
- John Elskamp
- Nathalie Emanuels
- Orlando Emanuels

## F
- Hans Faverey
- Leo Ferrier
- H.C. Focke

## G
- Chitra Gajadin
- Rabin Gangadin
- Christina van Gogh
- E.A. Jellico van Gogh
- Henna Goudzand
- Wilfred Grimmèr
- Romeo Grot
- Trudi Guda

## H
- Ed Hart
- Ann Harris
- Albert Helman
- Herman Hennink Monkau
- Johann F. Heymans
- M.Th. Hijlaard
- W.R. baron van Hoëvell
- Anne Huits

## I
- Rudolf Isselt

## J
- Rihana Jamaludin
- Harry Jong Loy
- John Jong A Tjauw
- Ronald Julen

## K
- Goeroedath Kallasingh
- Jan Wilhelm Kals
- Kamala'imïn
- Effendi Ketwaru (junior)
- Johannes King
- Mala Kishoendajal
- Radjen Kisoensingh
- J.G.A. Koenders
- Antoine de Kom
- Anton de Kom
- Ismene Krishnadath
- Rudi Kross
- J.C. Kruisland
- Kwamina (verm. Alexander Lionarons)

## L
- Harry Lapar (Martinus Eikendal)
- Winston Leeflang
- John Leefmans
- Remy Leeuwin
- Tessa Leuwsha
- Alphons Levens
- Noni Lichtveld
- Joan Lindveld
- Rudie van Lier

## M
- Madelon [Joan Smith]
- Ken Mangroelal
- A.W. Marcus
- Joh.C. Marcus
- Usha Marhé
- Paul Marlee (Paul Nijbroek)
- J.J. Mauricius
- Cynthia Mc Leod
- Mechtelly (Mechtelli Tjin-A-Sie)
- Henry Menckeberg
- Paul Middellijn
- Marijke van Mil
- Jenny Mijnhijmer
- Els Moor
- Margo Morrison
- Noeki André Mosis
- Albert Mungroo
- Ruud Mungroo

## N
- Jit Narain (Djietnarainsingh Baldewsingh)
- David Nassy
- Kees Neer (Frederik Lansdorf)
- Annel de Noré (Netty Simons)

## O
- R.A.P.C. O'Ferrall
- Ellen Ombre
- Benny Ooft
- Coen Ooft

## P
- André Pakosie
- Pim de la Parra
- Guus Pengel
- Eddy Pinas
- Guillaume Pool
- Hugo Pos

## R
- Celestine Raalte
- Ráhman Khán
- Rita Rahman
- Anil Ramdas
- Hélène Ramjiawan
- Chandramohan Randjitsingh
- Rappa (Robby Parabirsing)
- Sophie Redmond
- Eugène Rellum
- H.F. Rikken
- Ririhpë
- Astrid Roemer
- Paul François Roos
- René de Rooy
- Rodney Russel
- G.G.T. Rustwijk

## S
- Emelina Sabajo
- W.L. Salm
- Jacques Samuels
- Cornelis van Schaick
- Hendrik Schouten
- Johanna Schouten-Elsenhout
- Peter Schüngel
- Shrinivási (Martinus Lutchman)
- Rini Shtiam (Soerdjan Parohi)
- Marylin Simons
- Mahatam Singh
- Jozef Slagveer
- Michael Slory
- Glenn Sluisdom
- S. Sombra (Stanley Slijngard)
- Ronald Snijders
- Sonja (Robert David Simons)
- Johan George Spalburg
- John Gabriel Stedman
- Barbara Stephan (Barbara Zoutendijk)
- Surianto (Ramin Hardjoprajitno)

## T
- Wilfred Teixeira
- Goedoe Goedoe Thijm
- Martha Tjoe Nij
- Carry-Ann Tjong-Ayong
- Trefossa (Henny de Ziel)

## U
- Ultimus (R.A.P.C. O'Ferrall)
- Mustapha Usman

## V
- Vene (Ronald Venetiaan)
- Corly Verlooghen (Rudy Bedacht)
- Bea Vianen
- Jacob Voegen van Engelen
- Dorus Vrede
- Francis Vriendwijk
- Annette de Vries

## W
- Eugene Waaldijk
- Johan van de Walle
- Thomas Waller
- Don Walther (Walther Donner)
- Joanna Werners
- Tëmeta Wetaru
- W.E.H. Winkels
- Frits Wols (E.W. Wong Loi Sing)
- Dorothee Wong Loi Sing

## Y
- Emir Yelnats (Stanley Triebel)

## Z
- Zapata Jaw (Nelson Renfrum)